# Chminianska Nová Ves
Chminianska Nová Ves es un municipio del distrito de Prešov en la región de Prešov, Eslovaquia, con una población estimada a final del año 2024 de 1291 habitantes.
Se encuentra ubicado en el centro-sur de la región, en el valle del río Torysa (cuenca hidrográfica del río Tisza) y cerca de la frontera con la región de Košice.

## Demografía
| Año        | 1994 | 2004     | 2014    | 2024    |
| ---------- | ---- | -------- | ------- | ------- |
| Población  | 1085 | 1224     | 1289    | 1291    |
| Diferencia |      | +12,81 % | +5,31 % | +0,15 % |

| Año        | 2023 | 2024    |
| ---------- | ---- | ------- |
| Población  | 1278 | 1291    |
| Diferencia |      | +1,01 % |